# 인터루킨 4
인터류킨 4(interleukin 4, 줄여서 IL-4)는 경험이 없는(naive, 또는 활성화 되지 않은 상태의) 도움 T 세포(Th0 세포)에서 Th2 세포로의 분화를 유도하는 시토카인이다. IL-4에 의해 활성화 된 Th2 세포들은 추가적인 IL-4를 생산한다. 최초로 IL-4를 분비하여 Th0의 분화를 유도하는 세포에 대해서는 아직 명확히 밝혀지지 않았으나, 최근 연구에서 호염구가 그 역할을 하는 세포일수도 있다는 가능성이 제시되고 있다.IL-4는 IL-13과 밀접하게 관련되어 있으며 기능 또한 비슷하다.

## 기능
IL-4는 활성화된 B 세포와 T 세포를 자극하거나, B세포가를 형질세포로 분화시키는 등의 많은 생물학적 기능을 갖고 있으며, 체액성 면역과 후천성 면역의 중요한 조절자이다. 또한, IL-4는 B 전구세포에서 IgE 및 IgG4 생산이 가능한 B세포로 전환되는 종류변환(class switching)을 유도할 뿐만 아니라, MHC 클래스 II의 생산을 촉진한다고 알려져 있다.
반대로 IL-4는 Th1 세포, 대식세포, 인터페론 감마, 그리고 수지상세포의 IL-12의 양을 감소시킨다고 알려져 있다.
또한, IL-4의 과량 생산은 알러지와 관련이 있다.

### 염증반응과 상처 치료
조직 대식세포는 만성 염증과 상처 치료에서 중요한 역할을 한다. 혈관 밖의 조직에 존재하는 IL-4는 대식세포가 M2세포로 대체 활성화되는 과정을 촉진시키고, 대식세포가 M1세포로 활성화 되는 과정을 저해한다. 복구 대식세포(M2 macrophage)의 증가는 인터류킨 10(IL-10)과 변환성장인자 베타(TGF-β)의 분비와 관련이 있으며, 그 결과로 병리학적인 염증을 감소시킨다. 또한, 활성화된 복구 대식세포에 의해 분비된 아르기네이즈, 프롤린, 폴리아미네이즈, 그리고 TGF-β는 상처 치료 및 섬유화(fibrosis)에 관여한다고 알려져 있다.

## 수용체
인터류킨 4의 수용체는 IL-4Rα로 알려져 있다. 이 수용체는 몸 전체의 3가지 복합체로 존재한다. Type 1 수용체는 일반적으로 γ 사슬의 형태를 가진 IL-4Rα의 소단위로서 인터류킨 4와 특이적으로 결합한다. Type 2 수용체는 IL-4Rα의 소단위로 구성되어 있으며 다른 소단위인 IL-13Rα1과 결합한다고 알려져 있다. 앞선 두 가지 형태의 수용체는 IL-4 와 IL-13 둘 다와 결합할 수 있으며, 이 두 가지 시토카인은 생물학적 기능들과 밀접하게 연관된다.

## 구조
IL-4는 (다른 시토카인들과 유사하게) 에 의해 조밀한 구형으로 접혀있으며, 3개의 다이설파이드 결합에 의해 안정화되어있다. 구조의 절반은 4개의 알파 나선묶음이 좌회선 (left handed twist)으로 꼬여있다. 나선구조는 역평형상태를 이루고 있으며, 2가닥의 연속된 역평형 베타 병풍구조가 이를 연결하고 있다.

## 역사
이 시토카인은 Maureen Howard, William Paul과 Ellen Vitetta의 연구팀이 1982년에 처음으로 발견했다. 사람의 IL-4의 뉴클레오티드 서열은 4년 후 밝혀졌는데, 쥐의 B 세포 자극 인자-1 (BCSF-1)이라는 단백질과 유사함을 보였다.

## 임상적 중요성
IL-4는 횡문근육종(rhabdomyosarcoma)에서 세포분화(mitogenesis), 탈분화(dedifferentiation), 그리고 전이(metastasis)를 일으키는 것으로 드러났다. IL-4는 다른 Th2 시토카인들과 마찬가지로 알러지성 천식 환자의 폐에서 발견된 기도 염증에서 관찰된다.

## IL-4와 관련된 질병
IL-4는 알레르기나 자가면역 질환 등의 특정 면역장애 질환의 발생에 중요한 역할을 한다.
알레르기성 질환 알레르기는 알레르기 유발항원에 대한 면역기관의 반응과 Th2의 반응이 불균형을 이룰 때 발생하는 질환이다. 이 병리학적 상태는 아토피 피부염, 천식, 또는 과민증후군 등을 포함한다. IL-4는 천식의 유발에 중요한 염증 이전 (pro-inflammatory) 작용을 매개 하는데 예를 들면, IgE 동종의 재배열, VCAM-1 (vascular cell adhesion molecule 1) 분자 분비, 상피세포를 통한 호산구의 이주, 점액질 분비, 그리고 Th2에 의한 시토카인 분비 등이 이에 해당한다. 천식은 복합적인 유전적 질환이며, 이는 IL-4 유전자 프로모터 또는 IL-4 신호전달에 관련된 단백질의 다형성 (polymorphism)과 연관되어 있다.
암 IL-4는 암의 발병에 중요한 영향을 미친다. 유방암, 전립선암, 폐암, 그리고 신장암 등의 암에서 IL-4가 많이 증가된 것이 발견되었으며, IL-4의 수용체인 IL-4R 또한 많은 종류의 암에서 과발현 된다는 것이 밝혀졌다. 신장암과 교모세포종 (glioblastoma)에서는 종양의 종류에 따라서 각 세포에 10,000~13,000개의 수용체를 발현한다.
신경계 성상세포종 (astrocytoma), 교모세포종 (glioblastoma), 뇌수막종 (meningioma) 그리고 수모세포종 (medulloblastoma)등의 뇌 조직 종양은 성장인자 수용체 (growth factor receptor, GFR), 섬유아세포증식인자 수용체 (fibroblast growth factor receptor-1, FGFR-1), 안지오텐신 트랜스페린 수용체 (transferrin receptor, TfR), IL-13R 등의 다양한 성장인자를 받아들이기 위한 수용체들을 과발현 시킨다. 또한 사람의 뇌수막종에서는 IL-4의 수용체가 엄청나게 많이 발현되어 있으며, 이로부터 IL-4가 암을 진행시킨다는 것을 알 수 있다. 이러한 수용체는 IL-4Rα 와 IL13Rα-1-1의 형태로 발현되며, 표면의 γc 사슬은 없기 때문에 대부분의 사람 뇌수막종은 type II IL-4를 발현하고 있음을 나타낸다. 또한, HIV의 IL-4는 HIV를 감염시키고 진행시키는 역할을 할 수도 있다. 보조 T 세포는 HIV-1감염의 중요한 요소이다.

## 같이 보기
- 인터루킨 6

## 참고 목록
- Apte SH, Baz A, Kelso A, Kienzle N (2008). “Interferon-gamma and interleukin-4 reciprocally regulate CD8 expression in CD8+ T cells”. 《Proc Natl Acad Sci U S A.》 105 (45): 17475–80. doi:10.1073/pnas.0809549105. PMC 2580749. PMID 18988742.
- Kay AB, Barata L, Meng Q;  외. (1997). “Eosinophils and eosinophil-associated cytokines in allergic inflammation”. 《Int. Arch. Allergy Immunol.》 113 (1–3): 196–9. doi:10.1159/000237545. PMID 9130521.
- Marone G, Florio G, Petraroli A, de Paulis A (2001). “Dysregulation of the IgE/Fc epsilon RI network in HIV-1 infection”. 《J. Allergy Clin. Immunol.》 107 (1): 22–30. doi:10.1067/mai.2001.111589. PMID 11149986.
- Marone G, Florio G, Triggiani M;  외. (2001). “Mechanisms of IgE elevation in HIV-1 infection”. 《Crit. Rev. Immunol.》 20 (6): 477–96. PMID 11396683.
- Maeda S, Yanagihara Y (2001). “[Inflammatory cytokines (IL-4, IL-5 and IL-13)]”. 《Nippon Rinsho》 59 (10): 1894–9. PMID 11676128.
- Izuhara K, Arima K, Yasunaga S (2003). “IL-4 and IL-13: their pathological roles in allergic diseases and their potential in developing new therapies”. 《Current drug targets. Inflammation and allergy》 1 (3): 263–9. doi:10.2174/1568010023344661. PMID 14561191.
- Copeland KF (2006). “Modulation of HIV-1 transcription by cytokines and chemokines”. 《Mini reviews in medicinal chemistry》 5 (12): 1093–101. doi:10.2174/138955705774933383. PMID 16375755.
- Olver S, Apte S, Baz A, Kienzle N (2007). “The duplicitous effects of interleukin 4 on tumour immunity: how can the same cytokine improve or impair control of tumour growth?”. 《Tissue Antigens》 69 (4): 293–8. doi:10.1111/j.1399-0039.2007.00831.x. PMID 17389011.
- Sokol CL, Chu NQ, Shuang Yu, Simone Nish, Terri Laufer & Ruslan Medzhitov (2009). “Basophils function as antigen-presenting cells for an allergen-induced T helper type 2 response”. 《Nature Immunology》 10 (7): 713–720. doi:10.1038/ni.1738. PMC 3252751. PMID 19465907.
- Sokol CL, Chu NQ, Yu S, Nish SA, Laufer TM, Medzhitov R (2009년 7월). “Basophils function as antigen-presenting cells for an allergen-induced T helper type 2 response”. 《Nat. Immunol.》 10 (7): 713–20. doi:10.1038/ni.1738. PMC 3252751. PMID 19465907.